# Дукица Граховац
Дукица Граховац (Лукавац, код Невесиња, 7. фебруар 1898 — Изгори, код Гацка, 2. мај 1942), учесник Народноослободилачке борбе и народни херој Југославије.

## Биографија
Рођен је 7. фебруара 1898. у Лукавцу код Невесиња, у средње имућној и угледној сељачкој породици. Основну школу завршио је у Невесињу. До Априлског рата 1941. Дукица је подизао петоро деце и живео повучено. Под утицајем радника, комуниста и скојеваца, Дукица је пред рат постао симпатизер Комунистичке партије Југославије.
После капитулације југословенске војске априла 1941, вратио се с оружјем у своје село и укључио у припреме устанка. Претње усташа у току априла и маја и први злочини почетком јуна 1941. убрзали су припреме народа за оружану борбу у Херцеговини. Дукица се тада придружио првим устаницима у борбама у јуну 1941. године. Предводио их је 23/24. јуна 1941. у освајању жандармеријске станице у Лукавцу. Одмах после тога, на народном збору био је изабран за командира устаничке чете. На челу својих бораца и с развијеном црвеном заставом, с осталим устаничким четама, Дукица је 24/25. јуна 1941. напао Невесиње, у коме се налазио јак непријатељски гарнизон. Под његовом командом, устаници су, 3. јула 1941, на Трусини разбили јаке усташко-домобранске снаге. Тада је устаник из чете Јован Рупар убио познатог усташког злочинца Мија Бабића, кога је Анте Павелић послао у Херцеговину да угуши устанак.
У периоду политичке диференцијације у устаничким редовима, под утицајем четничке акције, Дукица је давао одлучан отпор четничкој акцији. Његова је велика заслуга у разбијању четничке пропаганде у Невесињском срезу, у политичком и војничком разбијању и изоловању присталица четничког покрета.
У септембру 1941. примљен је у КПЈ и изабран за команданта првог партизанског батаљона „Невесињска пушка”. Крајем јануара 1942. био је постављен за команданта Оперативног сектора Невесиње—Гацко, а почетком априла и за заменика команданта Севернохерцеговачког партизанског одреда.
С партизанским батаљоном „Невесињска пушка”, а касније и као командант сектора, у јесен 1941. те зиму и пролеће 1942. водио је успешне борбе с италијанским, усташко-домобранским и четничким снагама у Невесињском и Гатачком срезу. Крајем марта и почетком априла 1942. Дукица се посебно ангажовао у војним и политичким припремама партизанских јединица за уништавање усташког упоришта у Борачу. У нападу на Борач, 17. априла 1942. Дукица је био заменик команданта Штаба јединица јужног сектора. Већ у првом сукобу, предводећи своје борце, Дукица је био тешко рањен. После заузећа Борача, пребачен је у партизанску болницу у селу Хаџиће, а затим у Изгоре, где је 2. маја 1942. умро од тровања крви.
Указом Председништва Антифашистичког већа народног ослобођења Југославије (АВНОЈ), 26. јула 1945. године, међу првим борцима Народноослободилачке војске, проглашен је за народног хероја.